# Giorgio Frassineti
Giorgio Frassineti (29 septembre 1964 à Forlì) est un politicien italien du Parti Démocrate (PD) ; entre 2009 et 2019, il fut maire de Predappio.

## Biographie
En 1990, Frassineti a terminé son étude en géographie à l' Université de Bologne.
En juin 2009, il est devenu maire de la municipalité de Predappio avec une coalition de centre-gauche. Le village de 6 000 habitants dans la région italienne d'Emilie-Romagne est connu avant tout comme la ville natale de Mussolini.
En raison de l'importance historique de Predappio, il était particulièrement important pour Frassineti de préserver les édifices du 20e siècle. Frassineti a développé l'idée d'un centre de documentation du 20e siècle.

## Centre de Documentation du 20e siècle
Le centre de documentation a été conçu pour montrer une exposition permanente dans un espace de 1 000 mètres carrés, développé par des historiens italiens et internationaux sous la supervision de l'Institut Parri de Bologne. En outre, l'espace resterait pour d'autres projets qui permettent un affrontement critique et objectif avec cette époque, et en même temps soulève un apprentissage du passé.
Le projet a prévu de coopérer avec la Maison de la Responsabilité, située à Braunau am Inn, le lieu de naissance d'Adolf Hitler. Entre autres, le centre de documentation pourrait recevoir un Volontaire du Service de la Mémoire Autrichien.
En septembre 2011, Frassineti a été invité par Andreas Maislinger et Oscar-gagnant Branko Lustig pour participer aux 20. Braunauer Zeitgeschichte-Tage intitulé "Patrimoine Difficile". Le 19 juillet 2016, le conseil municipal de Predappio, a officiellement donné l'autorisation à l'Institut Parri de procéder avec le centre de documentation. Les coûts ont été estimés à 3,000,000 d'Euros, dont 2,000,000 seront préparés par la région de l'Emilie/Romagne avec des fonds structurels de l' UE.

## Distinctions
- 2016 Prix autrichien pour la mémoire de l'Holocauste